# Daniel Sánchez (Karambolagespieler)
Daniel Sánchez (eigentlich Daniel Sánchez Gálvez, * 3. März 1974 in Santa Coloma de Gramenet) ist ein spanischer, professioneller Karambolagespieler.

## Karriere
Sein erster großer Erfolg war das Erreichen des Finales der Dreiband-Weltmeisterschaft 1996 im westfälischen Hattingen, das er jedoch gegen den Kölner Christian Rudolph verlor. 1997 gewann er dafür die Dreiband-Europameisterschaft gegen Jean-Christophe Roux. 1998 schaffte er es dann zum zweiten Mal ins Finale der WM und gewann das Turnier gegen den Schweden Torbjörn Blomdahl.
2000 gewann er die EM zum zweiten Mal gegen den damaligen Titelverteidiger Semih Saygıner aus der Türkei. 2005 gewann er dann die WM zum zweiten Mal, diesmal gegen Jean Paul de Bruijn aus den Niederlanden. 2007 schaffte er es erneut ins Finale der WM, unterlag jedoch dem Japaner Ryūji Umeda. 2009 folgte sein dritter Dreiband-EM-Titel und 2010 sein dritter WM-Titel.
Zudem hat Sánchez die Goldmedaillen im Dreiband bei den World Games 2001 und 2005 geholt (jeweils im Finale gegen Dick Jaspers). Nachdem er 1994 zum ersten Mal die Spanische Meisterschaft im Dreiband hatte gewinnen können, zog er 2006 mit dem vorherigen Rekordtitelhalter Joaquín Domingo gleich (10× Meister zwischen 1940 und 1960) und gewann von 1998 bis 2009 alle Titel, 12 Mal in Folge. 2010 und 2011 musste er sich dann den aufstrebenden Jungspielern Javier Palazón und Antonio Ortiz geschlagen geben, eroberte sich seine Krone jedoch am 1. Juli 2012 in Madrid wieder zurück.
Seinen vierten WM-Titel konnte er 2016 gegen den vierfachen Jugendweltmeister Kim Haeng-jik aus Korea in Bordeaux gewinnen. Kurz danach gewann er erstmals das Einladungsturnier Lausanne Billard Masters gegen Frédéric Caudron, nachdem er 2014 schon die Bronzemedaille gewonnen hatte. Im Oktober hatte Sanchez seine 11. Silbermedaille beim Weltcup im französischen La Baule gewonnen, als er im Finale gegen den Türken Murat Naci Çoklu mit 20:40 unterlag.
Nach dreijähriger Abstinenz vom Turnier holte sich Sanchez Ende Januar 2020 seinen 19. spanischen Dreibandtitel in Los Narejos (Murcia) mit einem neuen Turnierrekord im GD von 2,410. Erst Anfang des Jahres war er zu seinem neuen Sponsor „Predator“ gewechselt und spielte mit neuem Queue. Mitte Februar gewann er das Finale beim Weltcup im türkischen Antalya gegen Dick Jaspers. Die COVID-19-Epidemie führte zu einer 20-monatigen Zwangsspielpause im internationalen Spielbetrieb die durch den Weltcup im niederländischen Veghel Mitte November 2021 beendet wurde, bei dem Sánchez seinen Titel im Finale gegen den Südkoreaner Heo Jung-han erfolgreich verteidigen konnte. Am 21. November stande er erneut im Finale, diesmal beim schweizerischen Einladungsturnier der Lausanne Billard Masters gegen den Türken Tayfun Taşdemir und konnte das Spiel in 17 Aufnahmen mit 40:30  (ED 2,352) für sich entscheiden. Es war sein zweiter Sieg bei diesem Turnier nach 2016.
Am 8. Februar 2022 gewann er, wie schon 2021, die Spanische Dreiband-Meisterschaft gegen Rubén Legazpi. Es war seine 21. Goldmedaille im Dreiband und die 84. Medaille insgesamt bei spanischen Karambolagemeisterschaften.

## Erfolge
- Junioren-EM:  1992, 1995
- Dreiband-EM:  1997, 2000  2006, 2007
- Dreiband-WM:  1998, 2005, 2010, 2016  1996, 2007
- Dreiband-Weltcup (Gesamtsiege): 1995, 1996, 2004, 2006, 2015
- Dreiband-Weltcup (Einzelsiege):   1995/2, 1995/4, 1998/8, 2004/4, 2004/5, 2006/2, 2006/4, 2007/7, 2008/5, 2011/2, 2015/4, 2017/2, 2020/1, 2021/1   1994/1, 1994/6, 1996/3 (UMB/CEB), 1997/3 (UMB/CEB), 2001/3, 2004/3, 2007/2, 2008/2, 2008/3, 2013/2, 2016/6, 2022/6   1996/1 (UMB/CEB), 1996/2 (UMB/CEB), 1997/1 (UMB/CEB), 2000/2, 2003, 2005/1, 2006/1, 2007/3, 2008/6, 2012/1, 2015/1, 2015/2, 2015/6, 2016/4, 2018/1
- Dreiband-Team-EM:  2008/2020  2019
- Coupe d’Europe:   2017 (FC Porto)  •  2016 (FC Porto)  •
- Billard Master Tour:   2003
- World Games:  2001, 2005
- Crystal Kelly Turnier:  2004, 2007
- Lausanne Billard Masters:  2016, 2021  2014, 2017, 2018, 2019
- Verhoeven Open:  2007  2017, 2019
- Dreiband Challenge Masters:  2018/2
- Spanische Dreiband-Meisterschaft:  1995, 1998–2009, 2012–2016, 2020, 2021, 2022  2017  1993, 1996
- Spanische Meisterschaft (anderen Disziplinen):  17×
- Anzahl spanischer Titel im Dreiband insgesamt:  70  6  8 = 84

Quellen: